# Luigia Tincani
Luigia Tincani (Chieti, 25 de marzo de 1889 - Roma, 31 de mayo de 1976) fue una religiosa católica italiana, pedagoga, filósofa, fundadora de la Unión de Santa Catalina de Siena de las Misioneras de las Escuelas y de la Libera Università Maria Santissima Assunta.

## Biografía
Luigia Tincani nació en Chieti el 25 de marzo de 1889, siendo la última de los cinco hijos de Carlo Tincani y de Maria Mazzucotelli. Su padre era profesor de griego y latín, razón por la cual se mudaban constantemente, según las lecciones que le surgieran. En 1912, se establecieron en Roma. Allí Luigia se laureó en pedagogía, en 1916, en la facultad de magisterio en La Sapienza de Roma. Consiguió el grado en filosofía en la Universidad Católica del Sagrado Corazón de Milán en 1925. Durante el tiempo de estudios universitarios, Luigia se mantuvo activa en la Federazione Universitaria Cattolica Italiana (FUCI) y fundó en 1914 el Circolo Universitario Femminile Cattolico Romano.
Luego de algunos años de docencia, Tincani se hizo terciaria dominica y el 30 de abril de 1917, fundó, con la colaboración del fraile dominico Ludovico Fanfani, la Unión de Santa Catalina de Siena de las Misioneras de las Escuelas, congregación religiosa católica, cuyo objetivo era educar en la fe cristiana y en los valores a los jóvenes de las escuelas públicas. En 1922 estableció la casa madre en Gubbio y en 1924 obtuvo la aprobación diocesana del obispo Pio Leonardo Navarra. Tincani logró la aprobación pontifica para el instituto en 1934, mediante decretum laudis del papa Pío XI Años más tarde, en 1949, el papa Pío XII la nombró superiora general vitalicia de la congregación.
Luigia Tincani es conocida además por su trabajo en favor de la formación de las mujeres, en especial de las religiosas. Para ellas, inicialmente, fundó la Libera Università Maria Santissima Assunta (LUMSA), pero que más tarde se abrió a la formación de laicos. La fundadora murió el 27 de junio de 1976. De ella se conservan algunos escritos de teología, devocionales, filosofía, pedagogía, entre otras materias de formación y cultura cristiana.

## Culto
El 21 de noviembre de 1987 se introdujo el proceso diocesano para la causa de beatificación y canonización de Luigia Tincani. El 6 de junio de 2000 concluyó la fase diocesana y pasó a manos de la Congregación para las Causas de los Santos en la Santa Sede. El 21 de junio de 2011, el papa Benedicto XVI la declaró venerable, por lo que, según el proceso en la Iglesia católica, se espera a un milagro atribuido a su intercesión para ser beatificada.